# フリーデリケ・フォン・プロイセン (1796-1850)
フリーデリケ・フォン・プロイセン （ドイツ語: Friederike von Preußen, 1796年10月30日 - 1850年1月1日）は、アンハルト＝デッサウ公レオポルト4世の妃。

## 生涯
1796年10月30日、プロイセン王子ルートヴィヒと妃であるメクレンブルク＝シュトレーリッツ大公女フリーデリケの第3子として、ベルリンで生まれた。父ルートヴィヒはプロイセン王フリードリヒ・ヴィルヘルム2世の次男である。フリーデリケ・ルイーゼ・ヴィルヘルミーネ・アマーリエ（Friederike Luise Wilhelmine Amalie）と名付けられた。
フリーデリケの誕生後間もない同年12月28日、父はジフテリアに罹患し急死した。その後母フリーデリケは2度再婚したため、幼いフリーデリケは2人の兄たちとともにベルリンの宮廷で育った。母の再婚により、ハノーファー王ゲオルク5世を含む多くの異父弟妹を持つことになる。
1818年4月18日、ベルリンでアンハルト＝デッサウ公レオポルト4世と結婚した。プロイセン宮廷がすでに2人の縁談を手配しており、1816年5月17日に婚約していた。プロイセンとアンハルトの縁談は、レオポルト4世の親プロイセン政策を表したものだった。2人は6子をもうけた。
フリーデリケは1850年1月1日にデッサウで亡くなった。夫レオポルト4世は21年後の1871年5月22日に亡くなった。

## 子女
- アウグステ（1819年 - 1829年）
- アグネス（英語版）（1824年 - 1897年） - ザクセン＝アルテンブルク公エルンスト1世妃
- 男児（1825年） - 死産あるいは出生後に死去
- 男児（1827年） - 死産あるいは出生後に死去
- フリードリヒ1世（1831年 - 1904年） - アンハルト公、ザクセン＝アルテンブルク公女アントイネッテと結婚
- マリア・アンナ（1837年 - 1906年） - プロイセン王子フリードリヒ・カール妃